# Fruttochinasi
La fruttochinasi è un enzima del gruppo delle transferasi che converte il fruttosio in fruttosio-1-fosfato. Reazione catalizzata:
ATP + D-fruttosio = ADP + D-fruttosio 1-fosfato
Utilizza una molecola di ATP, che viene convertita in ADP. La sua localizzazione è principalmente epatica, dove il fruttosio può entrare nella glicolisi attraverso il cosiddetto pathway del fruttosio-1-fosfato.